# Бухајм
Бухајм (њем. Buchheim) општина је у њемачкој савезној држави Баден-Виртемберг. Једно је од 34 општинска средишта округа Тутлинген. Према процјени из 2010. у општини је живјело 646 становника. Посједује регионалну шифру (AGS) 8327008.

## Географски и демографски подаци
Бухајм се налази у савезној држави Баден-Виртемберг у округу Тутлинген. Општина се налази на надморској висини од 793 метра. Површина општине износи 18,3 km². У самом мјесту је, према процјени из 2010. године, живјело 646 становника. Просјечна густина становништва износи 35 становника/km².